# Персональный робот

Пиктограмма — персональный робот

Персональный робот — тип роботов, которые в отличие от промышленных роботов будут компактны, недороги и просты в использовании. Прямая аналогия с понятием персональный компьютер.
Основное препятствие, стоящее на пути превращения человекоподобного робота вроде ASIMO в универсального слугу, — несовершенство программного обеспечения. Несмотря на недавние достижения в областях компьютерного зрения, обработки естественного языка, цель всё ещё далека.
Примером персонального робота является человекоподобный робот Pepper, являющийся совместной разработкой Aldebaran Robotics (Франция) и мобильного оператора SoftBank (Япония) впервые был продемонстрирован публике 05 июня 2014 года в Токио. Pepper работает на операционной системе NAOqi OS, оснащен микрофоном, 2 HD-камерами и 3D-датчиками, которые могут распознавать человеческую мимику и реагировать на неё с помощью «многослойной нейронной сети эндокринного типа». Робот запрограммирован адаптироваться к окружающей обстановке, на общение с людьми, в процессе которого, помимо мимики, он способен анализировать жесты и тон голоса собеседника. Для распознания эмоций и общения с пользователями на естественном языке робот использует вопросно-ответную систему искусственного интеллекта суперкомпьютера IBM Watson. Pepper обучается в процессе общения с людьми, изучая и запоминая их поведение и постоянно подгружает свой опыт в облачную систему искусственного интеллекта, для того, чтобы другие роботы также могли пользоваться собранной информацией.
В последнее время можно наблюдать явление конвергенции промышленной и сервисной робототехники. Амбициозный шаг в мир личных помощников-роботов сделают KUKA, крупнейший в Германии производитель промышленной робототехники, и китайский производитель бытовой техники Midea.

## Персональные роботы в искусстве
Использование персонального робота в качестве помощника ставит определённые этические проблемы. Проживая в удобной для него среде обитания, человек вынужден копировать свой облик при проектировании и персонального робота — иначе, последнему было бы трудно пользоваться универсальными предметами быта и интерьера. В этом случае, наиболее универсально функциональны антропоморфные роботы. Но при преодолении определённой грани сходства человека и робота, возникает этический вопрос: современный человек ушёл от рабства, и использование подобного персонального помощника может провоцировать его на возникновение хамских стереотипов поведения, а иногда и садизма по отношению к похожему на человека роботу. На эту проблему указывает целый ряд произведений различных жанров, в качестве примера можно привести аниме Время Евы, Чобиты и др.